# مانوئل ارتورا
مانوئل ارتورا (انگلیسی: Manuel Etura؛ زادهٔ ۲۱ فوریهٔ ۱۹۳۴) بازیکن فوتبال اهل اسپانیا است.
از باشگاه‌هایی که در آن بازی کرده‌است می‌توان به باشگاه فوتبال اتلتیک بیلبائو اشاره کرد.
وی همچنین در تیم ملی فوتبال اسپانیا بازی کرده‌است.